# Eudoro Fanti
Eudoro Fanti (Monserrato, 11 settembre 1926 – Cagliari, 29 giugno 2017) è stato un politico italiano.

## Biografia
Esponente e segretario cittadino della Democrazia Cristiana, consigliere comunale e assessore al Commercio a Monserrato, fu sindaco di Cagliari dal 10 aprile 1971 al 20 aprile 1972.
Muore all'età di 90 anni, il 29 giugno 2017.